# Soprán

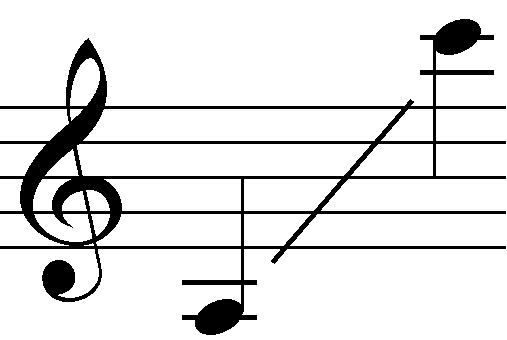
Tónový rozsah sopránu

Soprán (italsky soprano, z výrazu sopra – nahoře), ve středověku a renesanci označován také jako diskant, je nejvyšší ze všech zpěvních lidských hlasů.

## Charakteristika hlasu
Sopránové party jsou nejčastěji zpívány ženami nebo dětmi, v dřívějších dobách také kastráty.
Rozsah sopránu je přibližně malé a–c³, v některých áriích se objevují i tóny vyšší, např. v Mozartově opeře Kouzelná flétna zpívá Královna noci v árii Der Hölle Rache kocht in meinem Herzen až tón f3.
Soprán jako samostatný hlas se vydělil v 16. století. V průběhu 19. století se ustálilo několik typů sopránů:
- lyrický soprán (např. Bohéma: Mimì, Čarostřelec: Agáta, Kouzelná flétna: Pamina, Rusalka: Rusalka), – sladký, půvabný hlas podobný subretnímu sopránu, ale více procítěný
- dramatický soprán (Tristan a Isolda: Isolda, Macbeth – lady Macbeth, Andrea Chénier: Maddalena – Umberto Giordano) – plný a emotivní hlas
- koloraturní soprán (Lucia di Lammermoor: Lucia, Rigoletto: Gilda, Kouzelná flétna: Královna noci) – lehký hlas, velice pohyblivý zvláště ve vysokých polohách
- subretní soprán (Čarostřelec: Anička) – sladký, lehký hlas, používá se zejména v komediích nebo operetách

## Mužský soprán

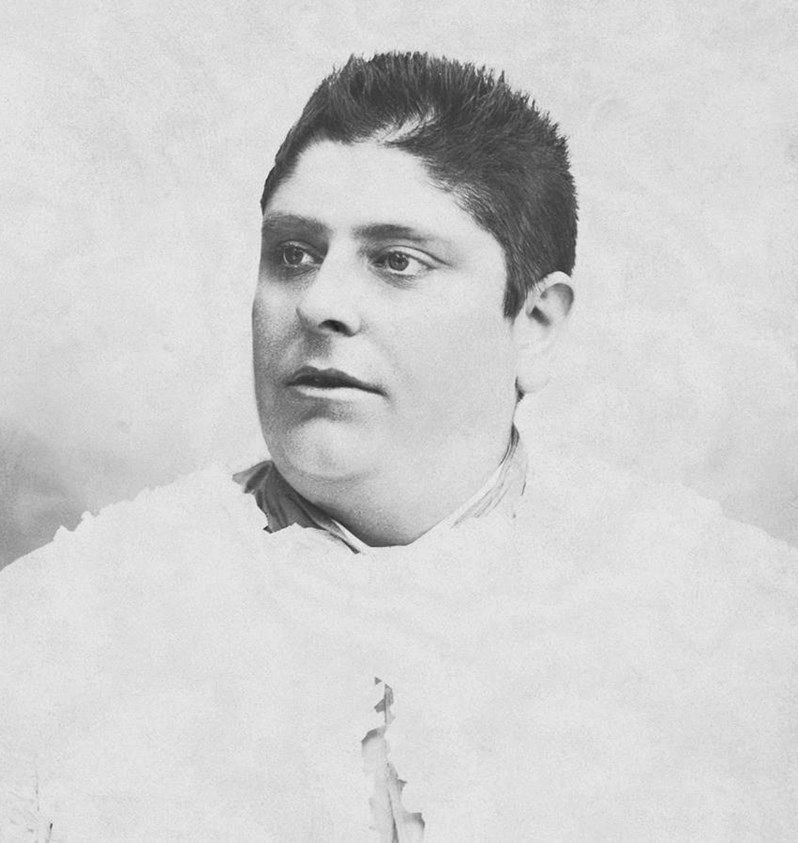
Alessandro Moreschi, zřejmě poslední kastrát v hudební tradici, fotografie ze Sboru Sixtinské kaple kolem roku 1900

Po několik staletí probíhaly snahy o zachování chlapeckého hlasu u výjimečně nadaných zpěváků prostřednictvím kastrace. Tímto způsobem vytvoření kastráti byli schopni dále rozvíjet svůj hlas a oproti chlapcům měli o mnoho větší objem plic. Ovšem tato metoda je nehumánní a dle současných etických měřítek nepřijatelná a již se neprovádí. Posledním slavným kastrátem byl italský sopranista Alessandro Moreschi (1858–1922), u něhož však ke kastraci došlo již ve velmi raném věku ze zdravotních důvodů.
V současné době existuje několik ojedinělých případů „přirozených kastrátů“. Jedná se většinou o anomálie z důvodu hormonálních příčin, jako je tomu např. u sopranisty Radu Mariana, či u jazzového zpěváka Jimmyho Scotta, u nějž se jednalo o genetickou hormonální poruchu.
Vzácnější případ je Michael Maniaci, u něhož také nedošlo k mutaci hlasu, a z neznámých příčin se neobvykle vyvinuly pouze hrtan a hlasivky. Oproti jiným zpěvákům mají omezený rozsah do hloubek. Díky použití normálního hrudního hlasu mohou oproti kontratenorům dobře zpívat také tišší party.
Muži, kteří jsou i po mutaci schopni zpívat soprán, jsou obvykle označováni jako kontratenoristé, někdy též jako sopranisté nebo mužské soprány. Ti zpravidla zpívají na bázi hlavového hlasu nebo falzetové techniky, avšak s jiným zvukem, než má chlapecký hlas. Zpěváci, jako Angelo Manzotti, si vytvořili vlastní techniku hlasu bez falzetu, která má jasnější zvuk. Tito zpěváci pak mají značný hlasový rozsah: u Arno Rauniga je to přes tři a půl oktávy, u Edsona Cordeira dokonce čtyři oktávy a je schopen zazpívat vyšší tón, než jaký se objevuje v Mozartově árii Královny noci v opeře Kouzelná flétna.
Mezi slavné sopranisty současnosti patří také francouzský zpěvák Philippe Jaroussky.